# كهف إيلوس
كهف إيلوس أو كهف وطاويط دورست هو كهف يقع على ارتفاع 2,520 قدم (770 م) في جبال تاكونيك شرق دورست، فيرمونت، الولايات المتحدة الأمريكية.
كان الكهف هو أكبر مشتل للخفافيش في شمال شرق الولايات المتحدة، قبل أن يقضي وباء متلازمة الأنف الأبيض على جزء كبير من الوطاويط به.

## روابط خارجية
- Vermont Cavers' Association